# Barrett Brown

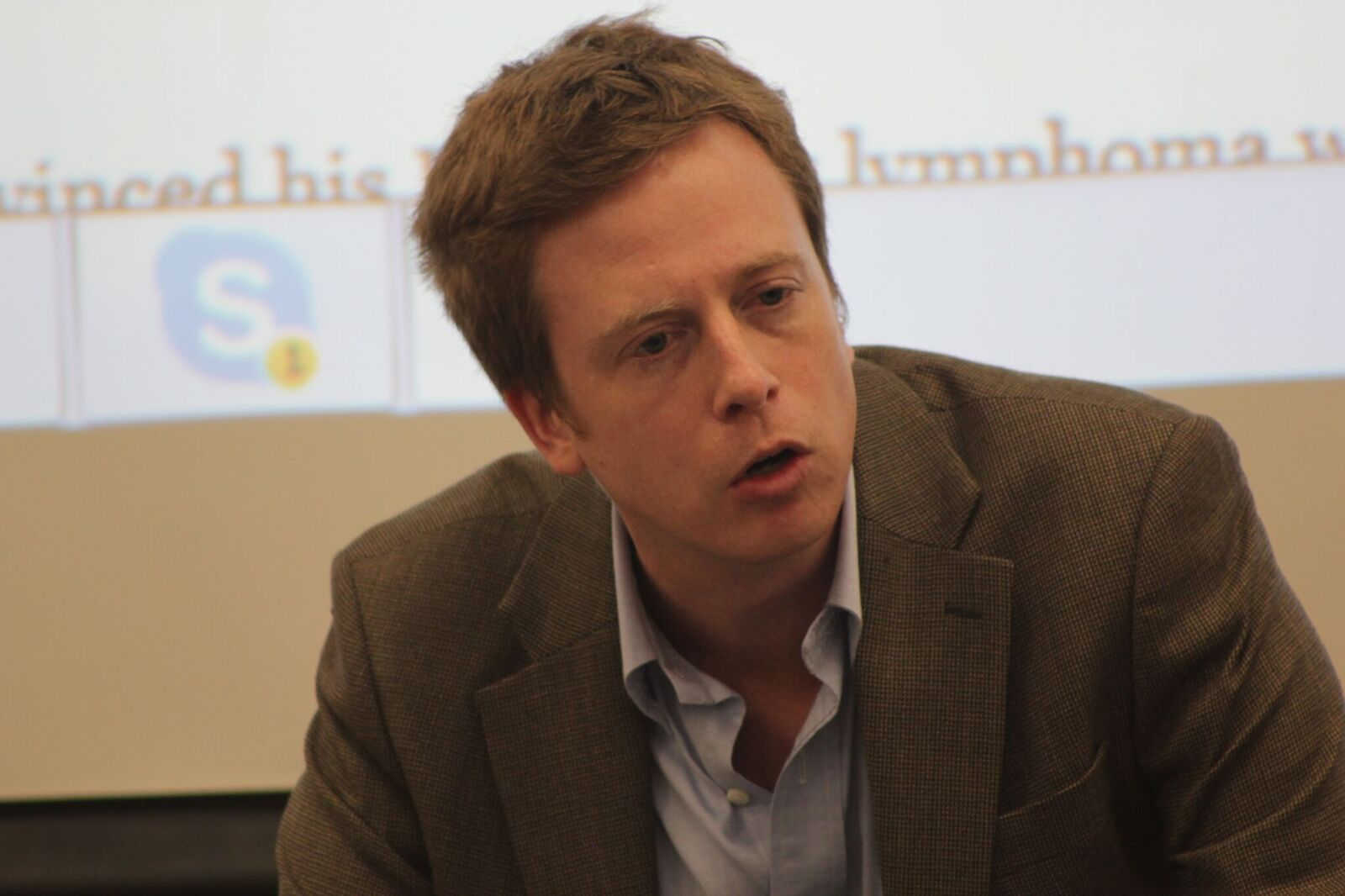
Barrett Brown in Denton (Texas), 2017

Barrett Brown (* 14. August 1981 in Dallas, Texas) ist ein US-amerikanischer Journalist und Unterstützer des Anonymous-Kollektivs.
2011 gelangte er im Kontext des Stratfor-Hackangriffs zu Berühmtheit. 2015 wurde er wegen Unterstützung des Hackers von einem texanischen Gericht zu einer Gesamtstrafe von fünf Jahren und drei Monaten Gefängnis verurteilt. Zudem muss Brown eine Entschädigungszahlung in Höhe von 890.000 US-Dollar leisten.